# 日本左鮃
日本左鮃（学名：Japonolaeops dentatus），又名扁魚、皇帝魚、半邊魚、比目魚，为輻鰭魚綱鰈形目鰈亞目鮃科下的一个种，分布於西太平洋區，從日本南部至台灣、南海海域，棲息深度300-500公尺，為深海魚類，體長可達20公分，棲息在沙泥底質的底質水域，生活習性不明，可做為食用魚。